# Collina d'Oro
Collina d'Oro é uma comuna da Suíça, localizada no Cantão de Ticino, com 4.330 habitantes, de acordo com o censo de 2010 . Estende-se por uma área de 6,01 km², de densidade populacional de 667 hab/km². Confina com as seguintes comunas: Agno,  Carabietta, Grancia, Lugano, Magliaso, Muzzano, Sorengo.
A língua oficial nesta comuna é o italiano.